# 施内普福
施内普福是奥地利福拉尔贝格州布雷根茨县的一个市镇。总面积16.53平方公里，总人口497人，人口密度30.1人/平方公里（2005年）。